# Graus nigra
Graus nigra és una espècie de peix pertanyent a la família dels kifòsids i l'única del gènere Graus.

## Descripció
- Pot arribar a fer 20,3 cm de llargària màxima.[2][3]

## Hàbitat
És un peix marí, demersal i de clima subtropical.

## Distribució geogràfica
Es troba al Pacífic sud-oriental: Xile.

## Observacions
És inofensiu per als humans i una espècie molt popular entre els practicants de la pesca submarina.